# Neallogaster jinensis
Neallogaster jinensis is een echte libel uit de familie van de bronlibellen (Cordulegastridae).
De wetenschappelijke naam van de soort werd in 1992 als Cordulegaster jinensis gepubliceerd door H. Zhu en F. Han.